# Hülphers

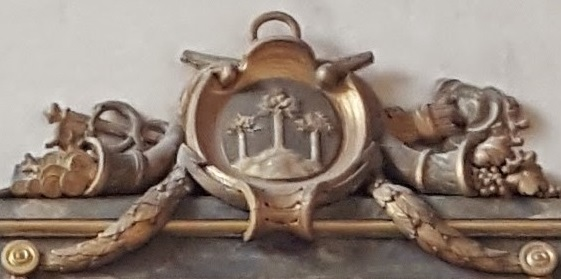
Abraham Hülphers den äldres (1704-1770) vapensköld i Västerås domkyrka.

Hülphers är en tysk-svensk släkt med härkomst Schmalkalden, Thüringen, Tyskromerska riket, genom stålsmeden Hans Hilper som jämte med sin bror Jannich Hilper immigrerade till Nyköping omkring år 1626. Bägge ingick i det entourage som tillsammans med myntmästaren Marcus Kock (1585-1657) uppdrogs av kung Gustav II Adolf (1594-1632) att utveckla landets myntprägling. Efterföljande tidigmoderna släktgrenar kännetecknades av engagemang inom den växande svenska bruksnäringen.
Hans Hilper etablerade sig i Hedemora där han blev borgare 1667. Hans två söner Johan Hansson Hillpert (1638–1682) och Michel Hansson Hilpert (död 1700) blev stamfäder för varsin släktgren. Uppgifterna återges i Svenskt biografiskt lexikon med en viss osäkerhet. Jannich Hilper flyttade till Vedevågs bruk i Linde, där stålsmeder med namnet Hilpert levde ännu i mitten av 1700-talet. Medlemmar av släkten skrev sitt namn på flera olika sätt, bland annat Hylphert, Hülpher och Hylphers, innan stavningen på 1700-talet ser ut att ha stabiliserats som Hülphers.
En sonson till Johan Hansson Hillpert var Abraham Hülphers den äldre (1704-1770), tidig industrialist i Västerås. Bland dennes avkomma ingick Abraham Hülphers den yngre (1734–1798), skribent, topograf och genealog, varifrån flera uppgifter om släktens tidiga historia härstammar. En sonsons son till Abraham Hülphers den äldre var Walter Hülphers (1871–1957), författare och journalist. Bröderna Torsten Hülphers (1901–1965) och Arne Hülphers (1904–1968) var söner av en kusin till denne med samma namn.
Sex generationer efter stålsmeden Michel Hansson Hilpert (död 1700) återfinns professor Gustav Hülphers (1884–1968). Skulptören Inger Modin-Hülphers (1906–1956) var gift med en bror till denne. Artisterna Greta och Zarah Hülphers fick efternamnet genom giftermål med Arne Hülphers, men förblev kända som Greta Wassberg (1904-1996) respektive Zarah Leander (1907-1981).
Den 31 december 2013 var 66 personer med efternamnet Hülphers bosatta i Sverige.

## Personer med efternamnet Hülphers
- Abraham Hülphers den äldre (1704-1770), tidig industrialist
- Abraham Hülphers den yngre (1734–1798), skriftställare, topograf och genealog
- Arne Hülphers (1904–1978), kapellmästare, pianist
- Greta Hülphers (1904–1995), sångerska, känd under flicknamnet Greta Wassberg
- Gustav Hülphers (1884–1968), veterinär och professor
- Herman Hülphers (1822–1905), läkare
- Inger Modin-Hülphers (1906–1956), skulptör
- Nils Hülphers (1712–1776), rådman, riksdagsledamot
- Torsten Hülphers (1901–1965), direktör och kommunalpolitiker, högerman
- Walter Hülphers (1871–1957), journalist och författare
- Walter Hülphers (1875–1949), frikyrkopastor
- Zarah Hülphers (1907–1981), folkbokfört namn för  Zarah Leander, sångerska och skådespelare